# Valerij Lichatjov
Valerij Nikolajevitj Lichatjov (ryska: Валерий Николаевич Лихачëв), född 5 december 1947 i Novosjesjminsk, Tatarstan, är en sovjetisk tävlingscyklist som tog OS-guld i lagtempoloppet vid olympiska sommarspelen 1972 i München. 